# Voormalig kantoor Unilever
Het voormalig kantoor van Unilever (ook Unilevergebouw) is thans de hoofdvestiging van Hogeschool Rotterdam aan het Museumpark in Rotterdam. Het is tussen 1930 en 1931 gebouwd als hoofdkantoor van Unilever in zakelijk-expressionistische trant naar een ontwerp van architect H.F. Mertens.

## Geschiedenis
Het gebouw ligt precies in de zichtas van het Eendrachtsplein en neemt door zijn architectonische autoriteit een cruciale positie in binnen het stedenbouwkundige plan dat Willem Gerrit Witteveen in 1926 voor dit gebied, het voormalige Land van Hoboken, maakte.
Tussen 1959 en 1962 werd het voormalige Unilevergebouw aan de zuidwestelijke zijde uitgebreid met een elf verdiepingen tellende hoogbouw naar ontwerp van architect A.J.B. van der Graaf.
In 1993-94 werd het kantoor door EGM-architecten verbouwd voor de Hogeschool Rotterdam en Omstreken, waardoor het oorspronkelijk interieur grotendeels verloren ging.

## Architectuur
Het wigvormig pand is samengesteld uit twee scharnierende lange kantoorvleugels van vier bouwlagen op een kelderverdieping met een terugliggende derde verdieping langs de Rochussenstraat en de Wytemaweg en een representatieve ingangspartij in de kop van het gebouw aan de Mathenesserlaan. Een dwarsliggend bouwvolume verbindt de verdiepingen van de beide vleugels waardoor de wigvormige binnentuin ontstaat. De vleugels zijn voorzien van een betonskelet met een rationele indeling: over de hele lengte één doorlopende vrije plattegrond slechts doorbroken door een dubbele rij kolommen in het midden van het bouwvolume.
Aan bovenzijde van de stroken drie expressionistische beelden van de beeldhouwer John Rädecker in gele zandsteen met als titel 'Arbeid, Vervoer, Wetenschap'. De ingang ligt onder een uitkragend bouwvolume en heeft een ingangsbordes van natuursteen met aan weerszijden naar de ingang toe gebogen vensterstroken. Direct naast de ingang natuurstenen reliëfs met links een afbeelding van havenarbeiders en rechts een meer exotisch tafereel. In het plafond van het uitkragende bouwvolume een stalen lichtbak met mat glas. Boven de ingang bevond zich oorspronkelijk de directie/vergaderkamer met een groot iets uitkragend horizontaal venster. Hieronder in zakelijke letters UNILEVER. Op de hoeken van het kopse deel bevinden zich op iedere verdieping monumentale rechthoekig vormgegeven balkons doorlopend in de borstwering van de zijgevels.
Het trappenhuis is cilindrisch en wordt van daglicht voorzien door gebrandschilderde glas-in-loodramen met geabstraheerde haventaferelen gemaakt door Joep Nicolas en een hoge lichtkoepel in het dak. In het interieur is met name het plastisch vormgegeven natuurstenen hoofdtrappenhuis met gracieus slingerende bronzen trapleuningen met radiator en Gispen wandlampen van belang. Op de eerste verdieping bevindt zich een gereconstrueerde "Oud Hollandse" directiekamer met originele zeventiende-eeuwse schouw. In de kelder bevindt zich de kluis met een massieve Lips kluisdeur.

## Waardering
Het gebouw is van algemeen belang wegens architectuur- en cultuurhistorische waarde. Verder is het gebouw met zijn markante toren en prominente situering in het hart van y-vormige vertakking van straten in het vroegere Land van Hoboken van stedenbouwkundig belang.

## Galerij

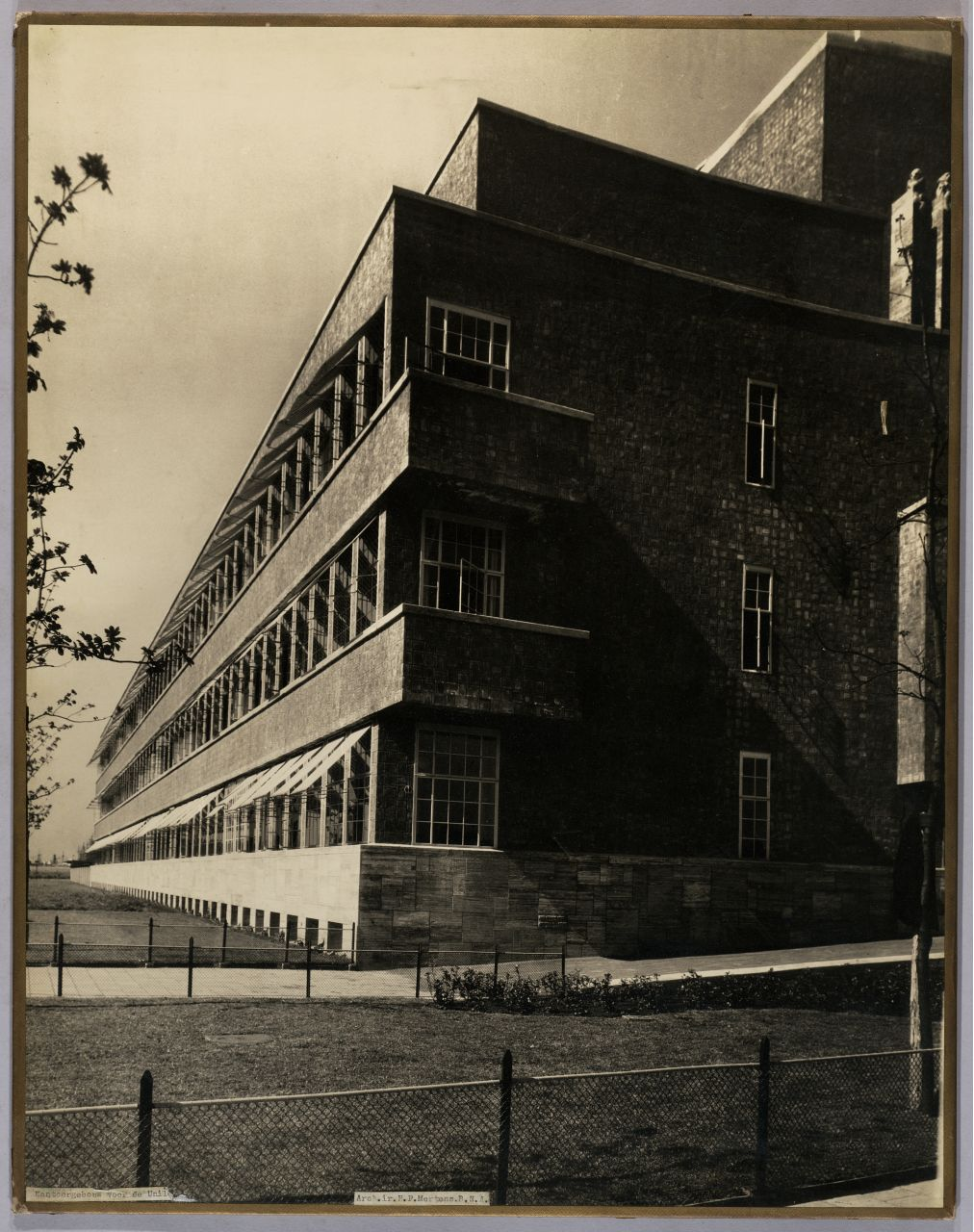
Zijaanzicht
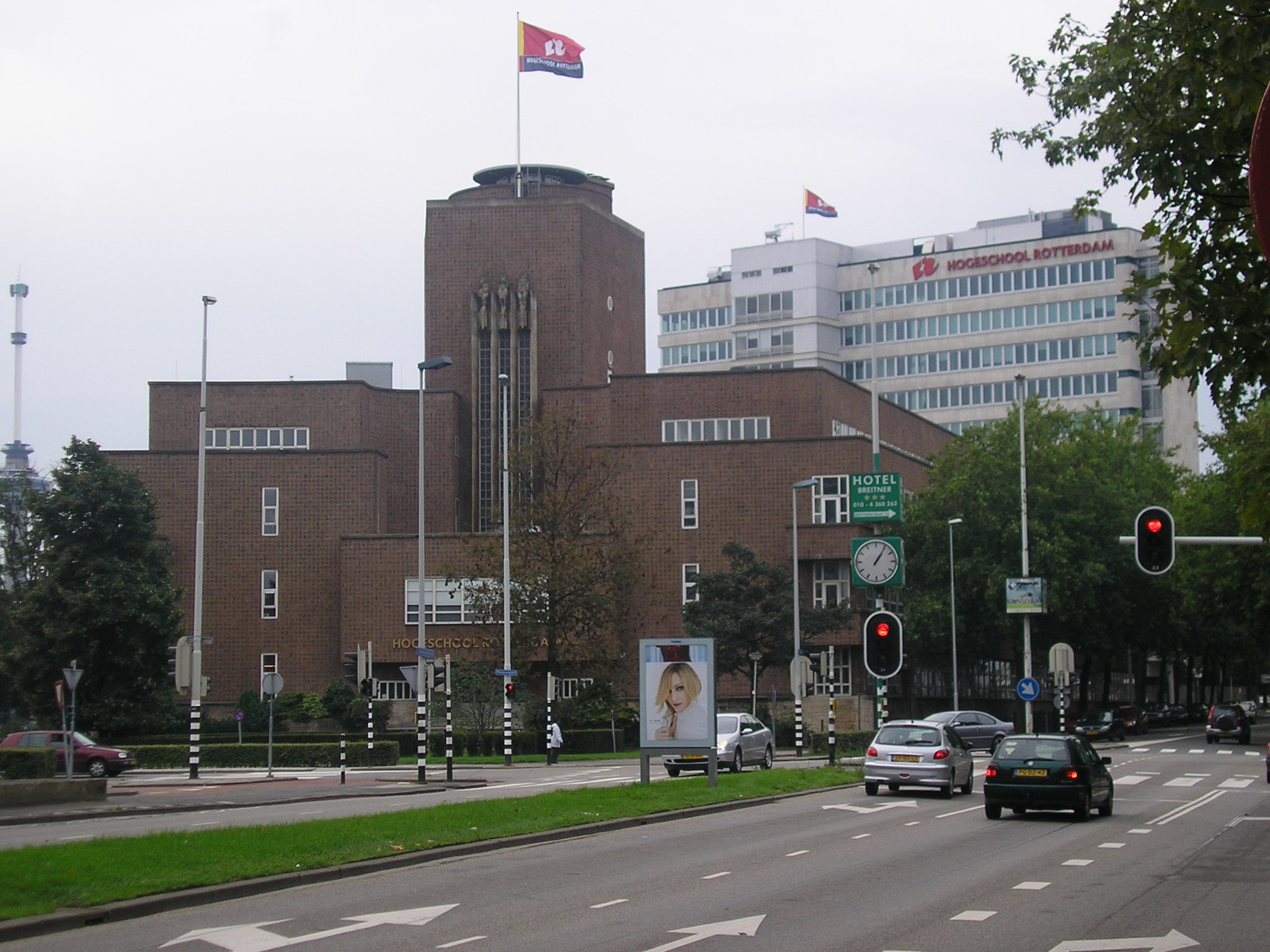
Voorgevel
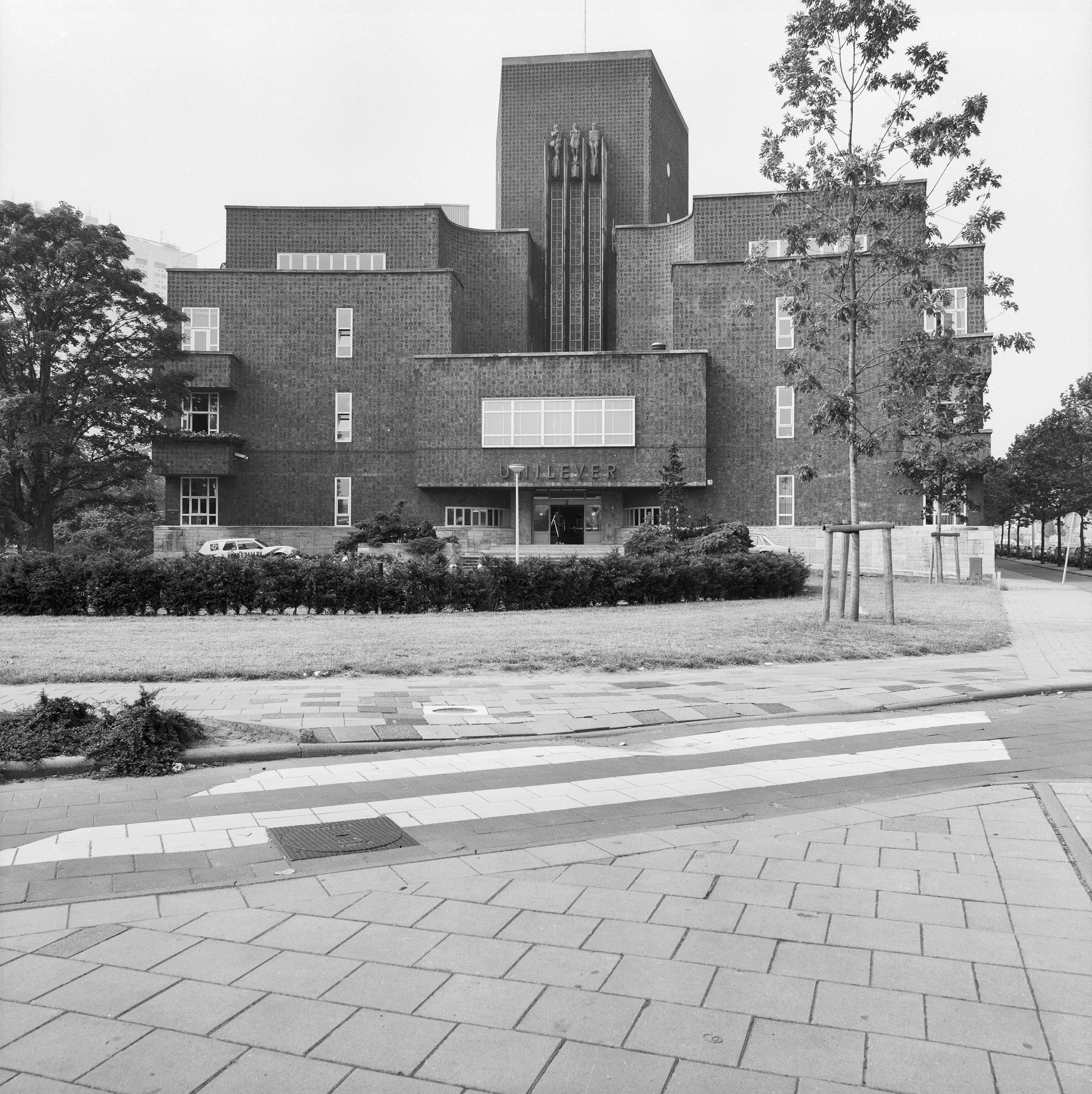
Voorgevel
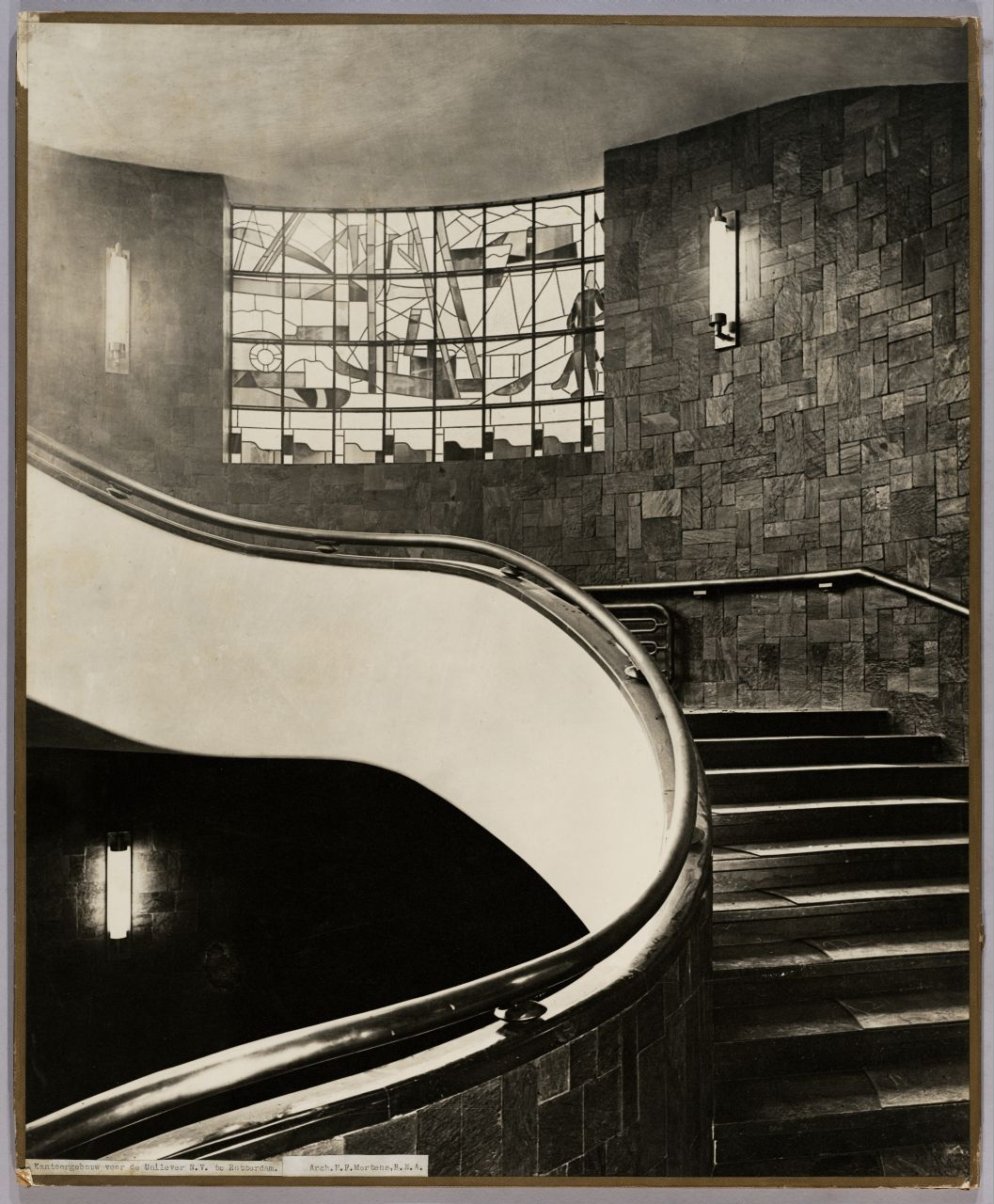
De Trap
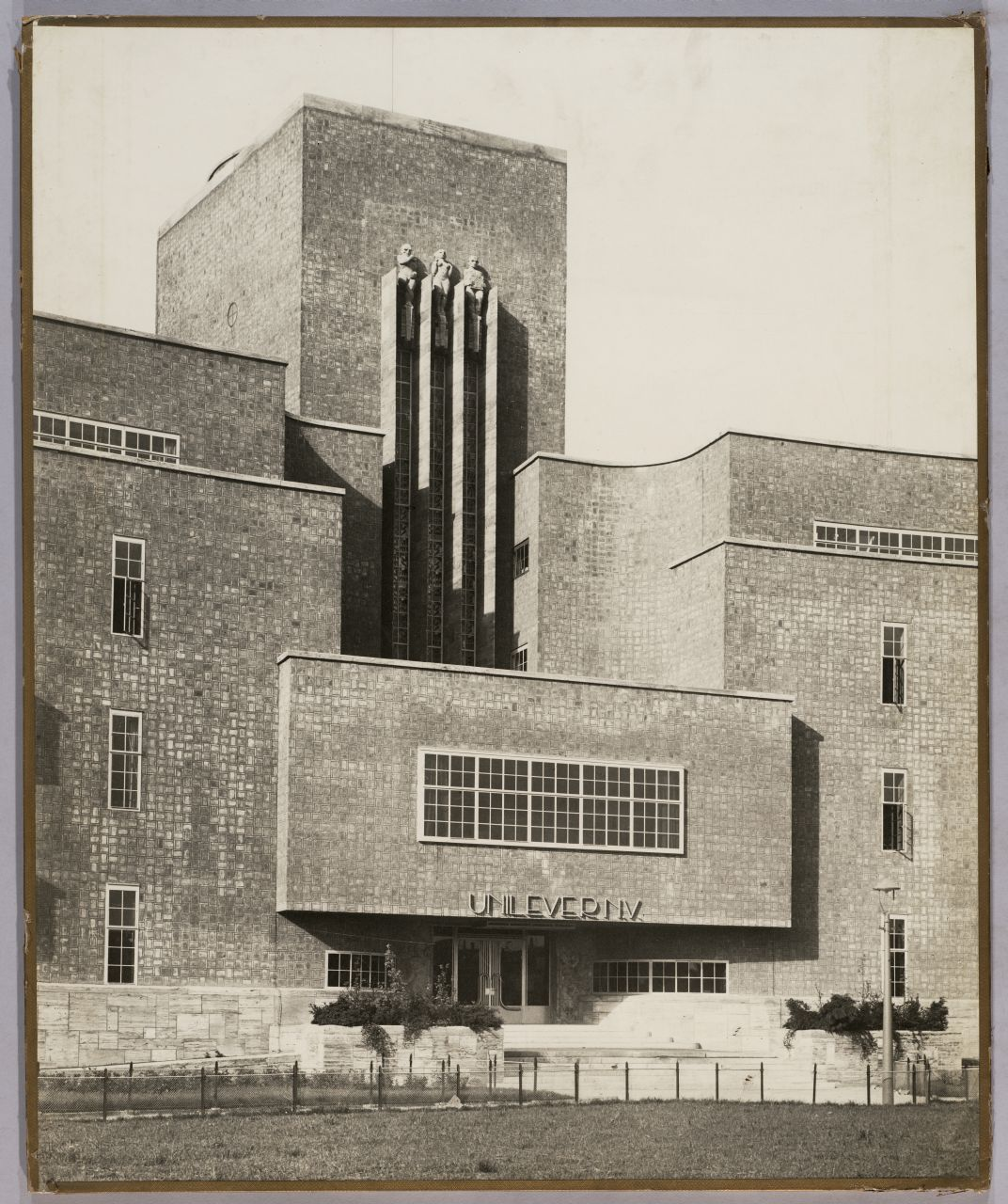
Vooraanzicht
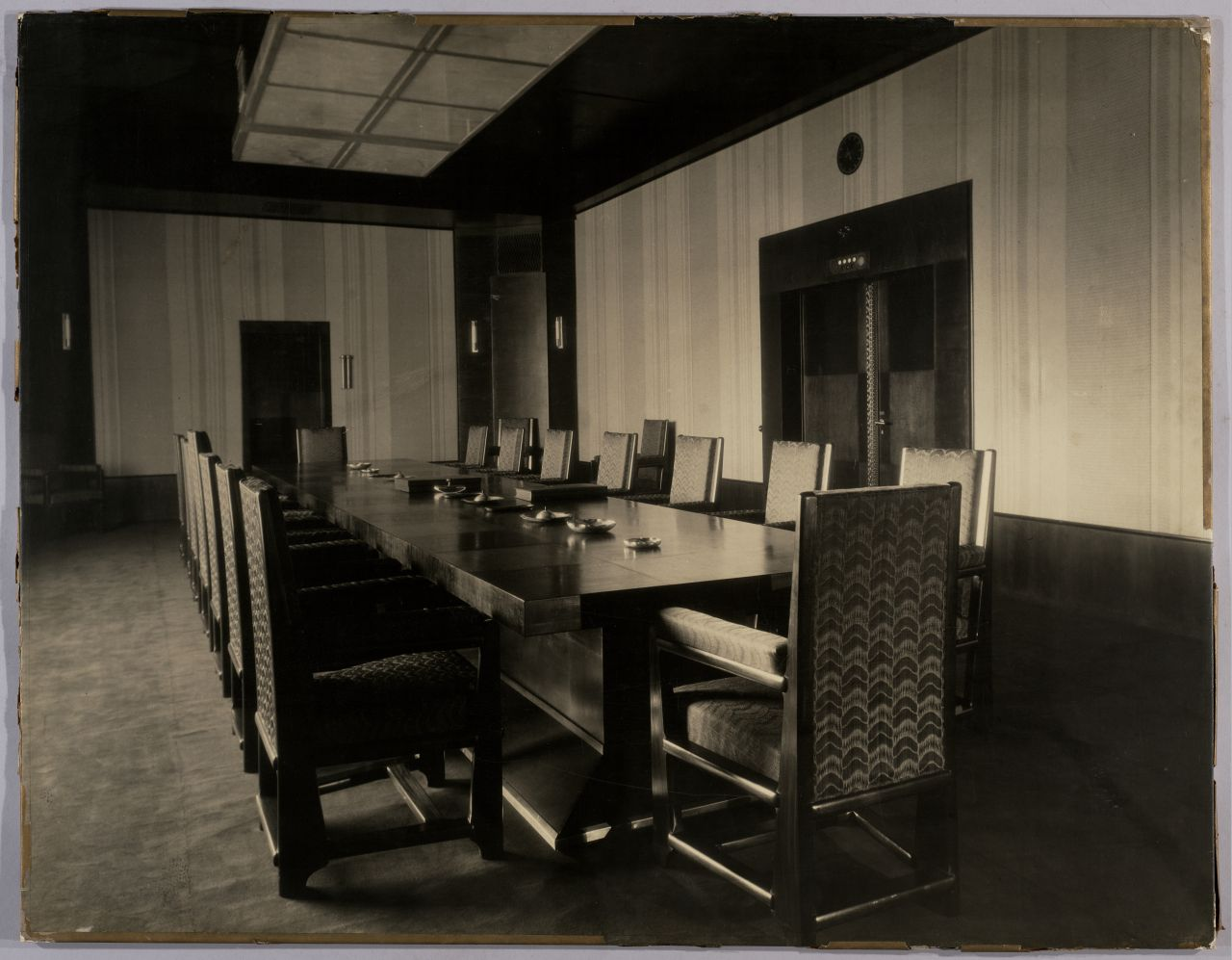
Vergaderzaal
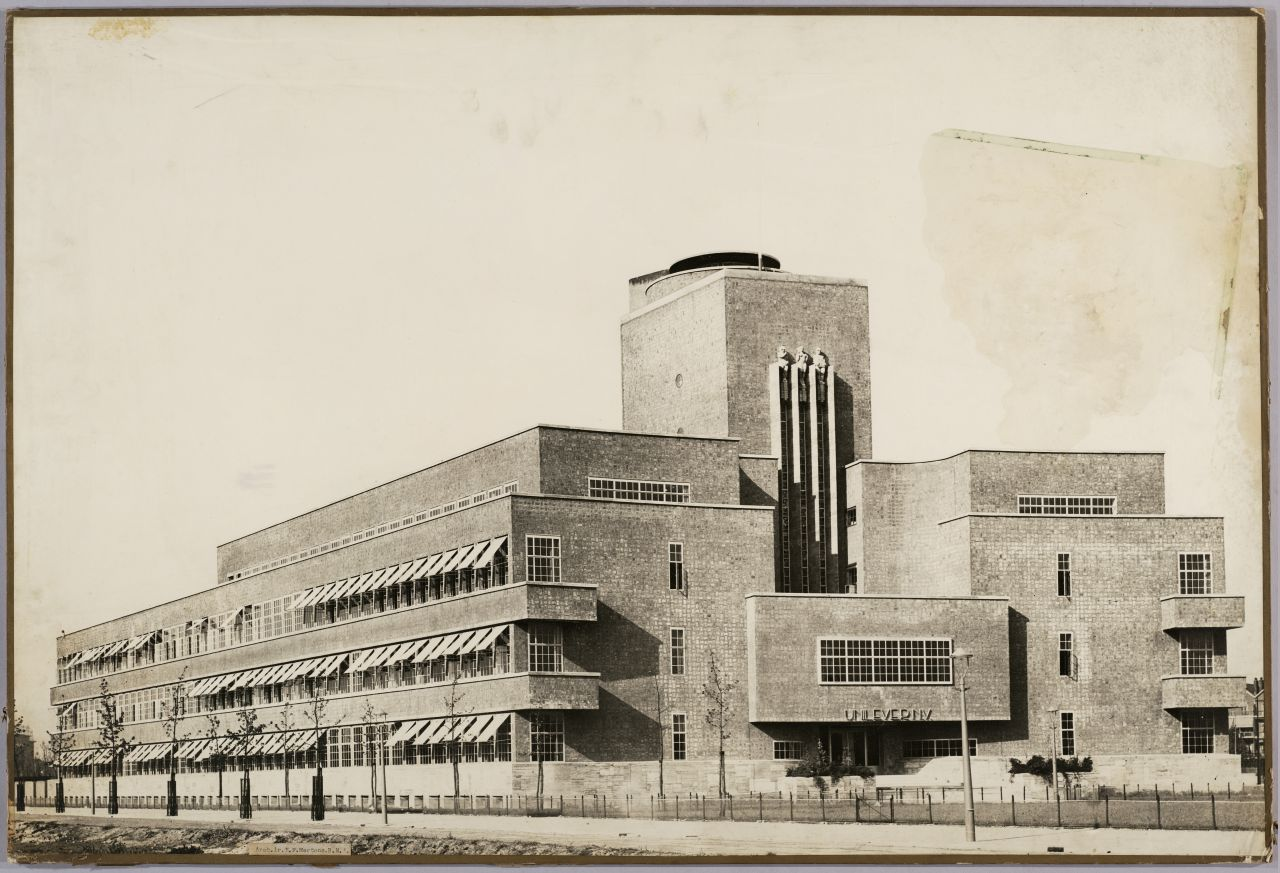
Overzicht